# Lech (folyó)
A Lech folyó Ausztria és Németország területén, a Duna jobb oldali mellékfolyója.

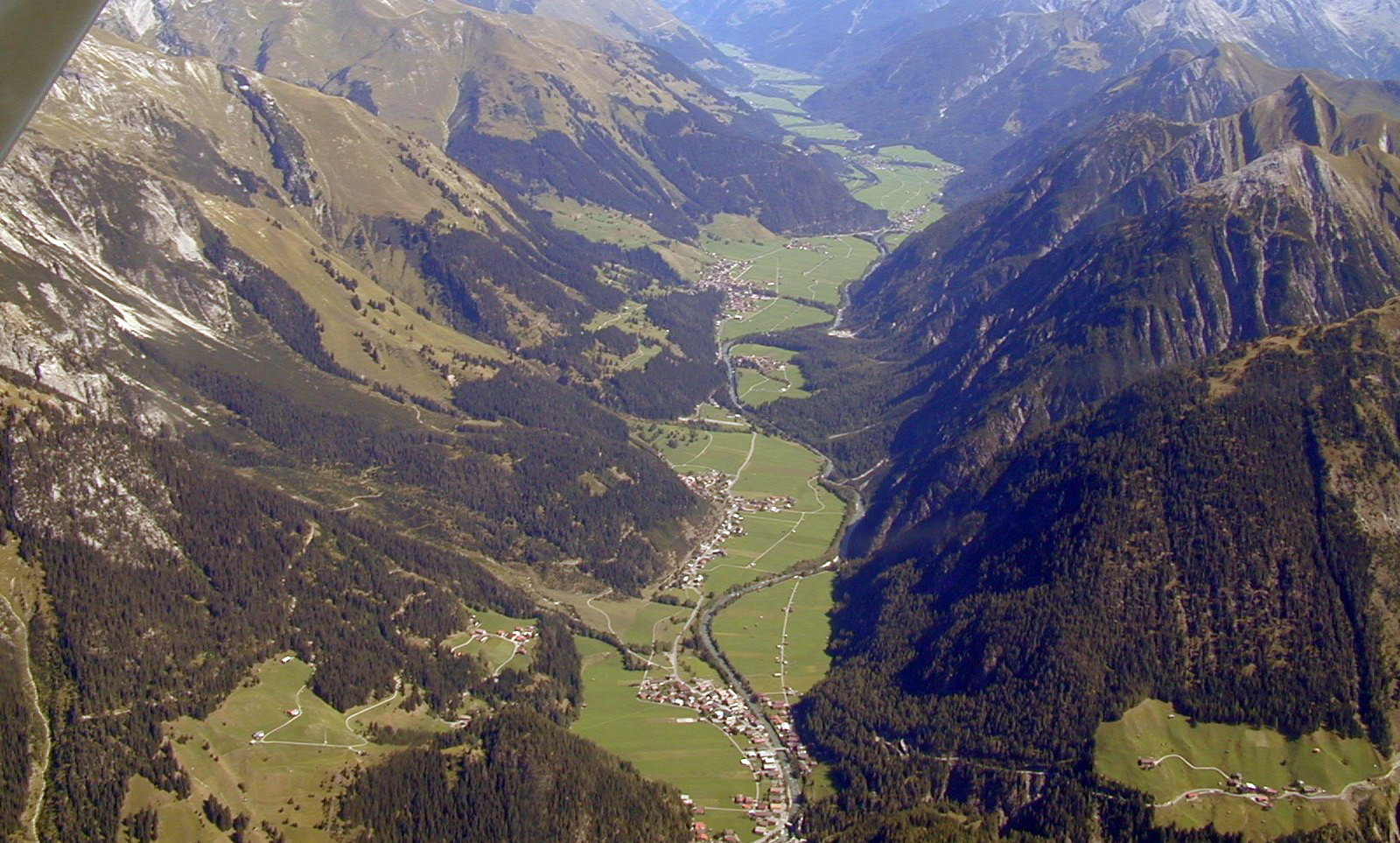
A Lech völgye az Alpokban

A folyó a Formarin-tóból ered 1789 méterrel a tengerszint felett, az Arlberg-hágó közelében, Ausztriában, Vorarlberg keleti részén. Ezután átfolyik a tiroli Allgäui-Alpok és  Lech-völgyi Alpok közötti keskeny völgyön, és átlép Bajorországba. Ettől fogva a folyó tartja az északi irányt, és Donauwörth után torkollik a Dunába, 401 méterrel a tenger szintje felett. Vízgyűjtő területe 3929 km², átlagos vízhozama 200 m³ másodpercenként.
A folyó neve az ókorban Licus volt.
955. augusztus 10-én a portyázó magyarok a Lech mellett, a Lech-mezőn, az augsburgi csatában szenvedtek vereséget I. Ottó későbbi német-római császártól.
Jelentősebb városok a folyó mentén Landsberg am Lech és Augsburg.